# USS Sargent Bay (CVE-83)
USS Sargent Bay (CVE-83) – amerykański lotniskowiec eskortowy typu Casablanca, który w końcowym okresie II wojny światowej wchodził w skład floty Marynarki Wojennej Stanów Zjednoczonych. Został odznaczony sześcioma battle star za udział w wojnie na Pacyfiku. 
Po wojnie brał udział w operacji Magic Carpet.